# Aspitates orciferaria
Aspitates orciferaria är en fjärilsart som beskrevs av Walker 1862. Aspitates orciferaria ingår i släktet Aspitates och familjen mätare. Inga underarter finns listade i Catalogue of Life.